# Chlorek rubidu
Chlorek rubidu – nieorganiczny związek chemiczny, sól kwasu chlorowodorowego i rubidu.

## Właściwości termochemiczne
| [ 1 ] | RbCl    | jednostka |
| ΔHof  | −104,05 | kcal/mol  |
| ΔGof  | −97,5   | kcal/mol  |
| So    | 22,9    | cal/mol·K |
| Cp    | 12,5    | cal/mol·K |

## Otrzymywanie
Chlorek rubidu można otrzymać poprzez reakcję kwasu chlorowodorowego z roztworem wodorotlenku rubidu lub węglanu rubidu:
RbOH + HCl → RbCl + H2O
Rb2CO3 + 2HCl → 2RbCl + H2O + CO2↑

## Zastosowanie
Stosowany jest jako katalizator, dodatek do benzyny w celu poprawienia jej liczby oktanowej oraz lek przeciwdepresyjny. Wykorzystuje się go również do otrzymywania rubidu i soli rubidu.